# Rond-point de Vannes
Le rond-point de Vannes est un important carrefour de Nantes en France.

## Situation et accès
Situé à la limite des quartiers Hauts-Pavés - Saint-Félix et Breil - Barberie, ce rond-point se trouve au croisement de deux axes importants : d'une part, deux tronçons de l'ancienne route de Vannes : la rue des Hauts-Pavés, au sud, et le boulevard Jean-XXIII, au nord ; d'autre part, le boulevard Lelasseur à l'est, et le boulevard des Anglais à l'ouest, formant deux tronçons des « boulevards de ceinture ». Entre le boulevard Lelasseur et la rue des Hauts-Pavés débouche également la rue Léon-Say.
Depuis 2000, la place est desservie par la ligne 3 de tramway, à la station Rond-point de Vannes.
À l'horizon 2014-2020, il est prévu la mise en service d'une ligne de Chronobus C10 qui devrait remplacer la ligne de bus 70.